# Signori di Mayenne

Stemma dei duchi di Mayenne

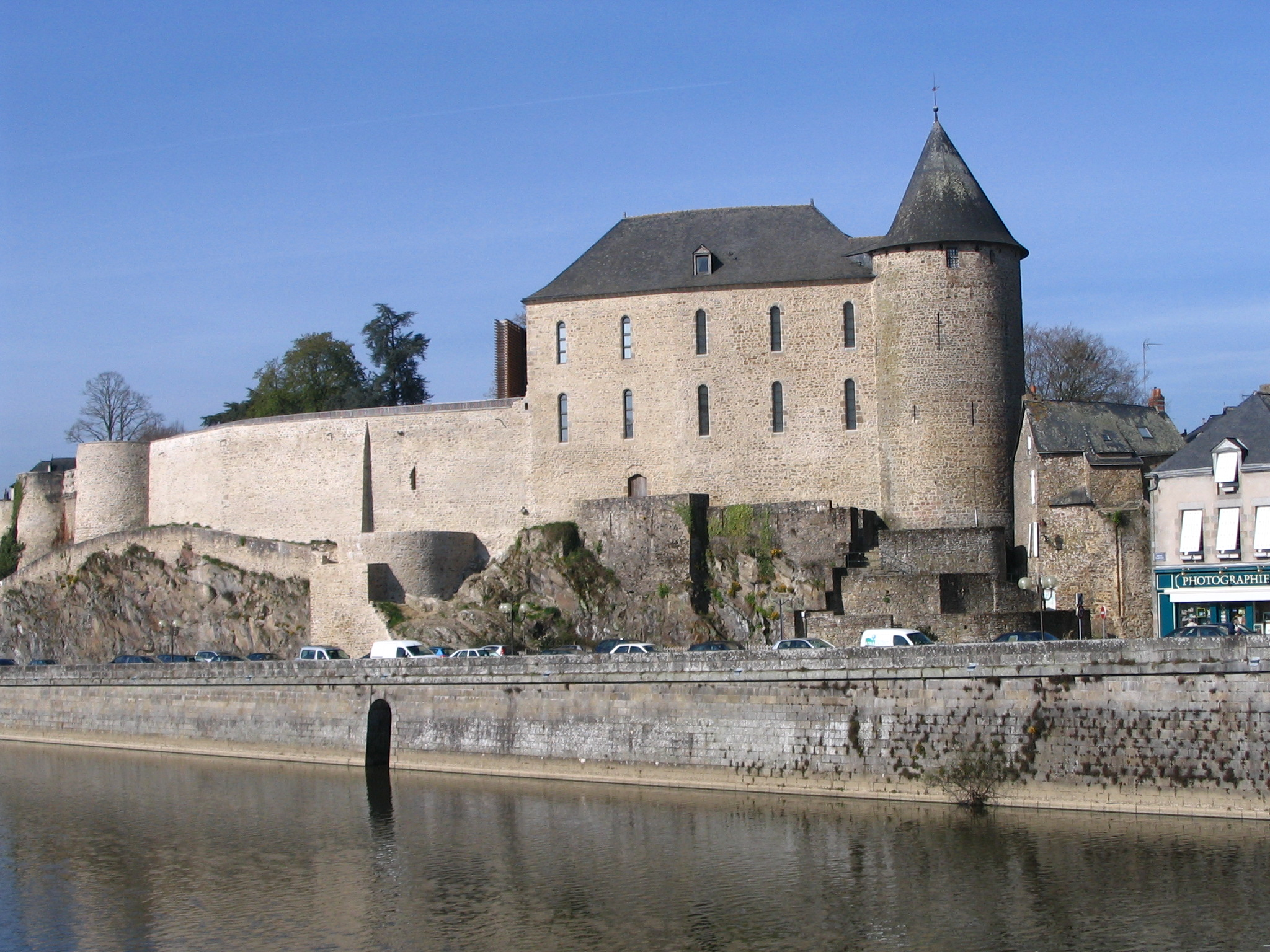
Castello di Mayenne

Si riporta l'elenco dei Signori che dominarono la città di Mayenne, che si trova nell'omonimo dipartimento della regione dei Paesi della Loira, in Francia.

## Prima casa di Mayenne (storicità discussa)
- Aubert Maine, figlio di Gauzlin III del Maine, conte di Maine è signore di Mayenne avendo sposato Melisenda di Mayenne, figlia del governatore del Cotentin;
- Geoffroy I di Mayenne (915-980), signore di Mayenne;
- Juhel I di Mayenne (940 - ?), signore di Mayenne e fondatore del castello di Mayenne.

## Seconda casa di Mayenne
- Goffredo II di Mayenne (1030-1098), barone de Mayenne, Signore di La Chartre-sur-le-Loir
- Gualtiero IV di Mayenne (1070-1124), signore di Mayenne (1114)
- Juhel II di Mayenne (1110-1161), signore di Mayenne (1120), Signore di Gorron e Ambrières
- Goffredo IV di Mayenne (1147-1170), signore di Mayenne (1158)
- Juhel III de Mayenne (1168-1220) signore della Mayenne e Dinan (1172)

## Casa d'Avaugour
- Alain II d'Avaugour (1235-1272), signore di Dinan nord, barone di Mayenne e signore d'Avaugour
- Enrico III d'Avaugour (1260-1301), conte Goëlo, signore di Dinan nord, di Mayenne e d'Avaugour
- Enrico IV d'Avaugour (1280?-1334), conte de Goëlo, signore d'Avaugour e di Mayenne
- Giovanna di Penthièvre (1324-1384)

## Casa di Blois
- Carlo di Blois (1319-1364), barone di Mayenne e duca di Bretagna
- Luigi I d'Angiò (1339-1384), conte di Maine e barone di Mayenne, sposo di Maria di Blois-Châtillon, figlia di Carlo di Blois

## Casa di Lorena
- 1481-1508: Renato II di Lorena (1451-1508), barone di Mayenne, anche conte di Vaudémont dal 1470, duca di Lorena dal 1473 e duca di Bar dal 1480
- 1508-1550: Claudio I di Guisa (1496-1550), figlio del precedente, marchese (1544) di Mayenne
- 1550-1563: Francesco I di Guisa, marchese di Mayenne
- 1563-1573: Claudio di Guisa, (1526–1573), fratello del precedente, marchese di Mayenne
- 1573-1611: Carlo II di Mayenne (1554-1611), marchese e poi primo duca (dal 1573) di Mayenne
- 1611-1621: Enrico di Mayenne (1578-1621), secondo duca di Mayenne. Alla sua morte nel 1621 senza discendenti, il titolo passò alla Casa Gonzaga, duchi di Mantova, con la sorella Caterina, che sposò Carlo I Gonzaga.

## Casa Gonzaga
- 1621-1631: Carlo di Gonzaga-Nevers, terzo duca di Mayenne
- 1631-1632: Ferdinando di Gonzaga-Nevers, fratello del precedente
- 1632-1654: Carlo II di Gonzaga-Nevers

Nel 1654 Carlo II vendette il ducato di Mayenne al cardinale Giulio Mazzarino.

## Casa Mazarino e discendenza femminile
- 1654-1661: Giulio Mazzarino (1602-1661), Cardinale, primo ministro del Re Luigi XIV

### Casa Mancini
- 1661-1699: Ortensia Mancini, Duchessa di Rethel e di Mayenne, nipote del precedente, figlia di Michel Mancini e di Girolama Mazzarini (sorella del Cardinale Mazzarino)

Coniugata nel 1661 e separata nel 1666 da Armand-Charles de la Porte (1632-1713), Duca della Meilleraye.

### Casa della Porta
- 1699-1731: Paul-Jules de La Porte (1666-1731), Duca di Rethel, di Mayenne e della Meilleraye, figlio dei precedenti.

Coniugato in prime nozze (1685) con Charlotte Félicité de Durfort (...-1730)
coniugato in seconde nozze (1731) con Françoise de Mailly (1688-1742)
- 1731-1738: Paul de la Porte (1701-1738), Duca di Rethel, di Mayenne e della Meilleraye, figlio del precedente e di Charlotte Félicité de Durfort

coniugato (1716) con Louise Françoise de Rohan (1695-1755)
Charles Antoinette de la Porte (1719-1735), figlia del precedente
coniugata nel 1733 con Emmanuel-Félicité de Durfort, Duca di Duras (1715 † 1789)

### Casa Durfort
- 1738-1781 : Louise Jeanne de Durfort (1735-1781), Duchessa di Rethel, di Mayenne e della Meilleraye, figlia d'Emmanuel Félicité de Durfort e di Charles Antoinette de la Porte

Coniugata nel 1747 con Louis d'Aumont (1732-1799), Duca d'Aumont

### Casa d'Aumont
- 1781-1789 : Louise d'Aumont (1759-1826), Duchessa di Rethel, di Mayenne e della Meilleraye, figlia del precedente

Coniugata nel 1771 (e divorziata nel 1798) con Honoré IV Grimaldi.

## Casa Grimaldi
- Alberto II di Monaco: l'attuale principe di Monaco, tra gli altri, reca il titolo di Duca di Mayenne.